# Tentazioni di sant'Antonio (Veronese)
Tentazioni di sant'Antonio è un dipinto a olio su tela (198x151 cm) di Paolo Veronese, databile al 1552-1553 circa e conservato nel Musée des Beaux-Arts di Caen, in Francia.

## Storia
Il dipinto figurava tra le dieci tele per le cappelle laterali del Duomo di Mantova, commissionate ad artisti veronesi e mantovani, dal cardinale Ercole Gonzaga alla metà del Cinquecento. Veronese partecipò alla campagna decorativa insieme ai pittori veronesi Battista Dal Moro, Domenico Brusasorzi e Paolo Farinati. Nel 1797 venne requisito dalla truppe napoleoniche e inviato in Francia.